# Wiedergeltingen
Wiedergeltingen è un comune tedesco di 1 409 abitanti, situato nel land della Baviera.